# Gabriel Ferreyra
Gabriel Ferreyra, född 3 februari 1994 i Cañuelas, är en argentinsk fotbollsspelare som spelar för Sportivo Estudiantes.

## Karriär
Ferreyra inledde sin fotbollskarriär i Sociedad de Fomento Sarmiento och efter en kort period i Cañuelas Fútbol Club gick han vintern 2006/2007 till Boca Juniors. 
I augusti 2014 lånades han ut till AIK. Ferreyra gjorde allsvensk debut den 19 oktober 2014 mot IF Brommapojkarna (4–0-vinst), då han i den 72:a minuten ersatte Celso Borges. Han spelade även en match från start, i den avslutande bortamatchen mot Kalmar FF (1–1). Efter säsongen 2015 återvände han till Boca Juniors.